# Holocnemus caudatus
Holocnemus caudatus is een spinnensoort uit de familie der trilspinnen (Pholcidae) die voorkomt in Spanje en Sicilië. De soort is voor het eerst in 1820 wetenschappelijk beschreven.

## Synoniemen
- Holocnemus caudatus - Simon, 1873
- Pholcus caudatus - Dufour, 1820